# Zoopage tetraspora
Zoopage tetraspora är en svampart som beskrevs av F.R. Jones 1962. Zoopage tetraspora ingår i släktet Zoopage och familjen Zoopagaceae.   Inga underarter finns listade i Catalogue of Life.